# Nana Wintrová
Nana Wintrová, slovenska gledališka igralka in češkega rodu, * 25. september 1885, Praga, † 3. oktober 1958, Ljubljana.

## Življenje in delo
Wintrová Nana (Ana) je končala  meščansko šolo (1899) v rojstnem mestu in se tu vpisala na trgovsko šolo, ki pa je ni zanimala. Že kot otrok je nastopala v Stanovskem gledališču v Pragi, kasneje je bila učenka igralke in pedagoginje M. Hübnerove. V letih 1904−1907 je bila angažirana v Pištěkovem ljudskem gledališču v Pragi, od 1908 pa v slovenskem gledališču v Ljubljani. V sezoni 1912/1913 je bila v Slovenskem gledališču v Trstu, kjer pa ji je bilo »premalo dela«. Članica ljubljanskega ansambla je ostala do ukinitve gledališča 1914. Prvo svetetovno vojno je preživela v Pragi, delala pri nekem fotografu in priložnostno nastopala v provincialnih gledališčih (Kladno, Ostrava idr.). Ko so 1918 v Ljubljani znova ustanavljali Narodno gledališče, se je med prvimi prijavila za angažma in se s sezono 1919/1920 vrnila v Ljubljano (po pričevanju F. Govekarja so jo zahtevali vsi, »ves direktorij in publika«), a je bila leta 1926 v času gledališke krize upokojena. Leta 1921 (23. novembra) se je v Ljubljani poročila z igralcem in režiserjem O. Šestom.